# Церква положення Ризи Пресвятої Богородиці (Хоростків)
Церква положення Ризи Пресвятої Богородиці в Хоросткові — парафія і храм греко-католицької громади Гримайлівського деканату Бучацької єпархії Української греко-католицької церкви в місті Хоростків Чортківського району Тернопільської области.
Оголошена пам'яткою архітектури місцевого значення (охоронний номер 1863).

## Історія церкви
Греко-католицька парафія, заснована у 1703 році, належала до Гусятинського деканату. Згідно з шематизмом, церква була збудована у 1837 році, освячена у 1838 році, а її патроном був Станіслав граф Семинський. До 1946 року храм належав греко-католикам, а з 1946 по 1990 рік — до Російської православної церкви.
У 1990 році парафія знову стала греко-католицькою.
У 2005 році храм відвідав з єпископською візитацією тодішній владика Бучацької єпархії Іриней Білик.
З 2012 року на парафії зберігаються мощі блаженного священномученика о. Омеляна Ковча, подаровані єпархією після його канонізації.
На парафії діють кілька спільнот:
- Братство «Живої Вервиці» (2005).
- Братство «Апостольство молитви» (2013).
- Спільнота «Матері в молитві» (2012).
- Молодіжна спільнота «Енантів».
- Спільнота допомоги в храмі «Друзі святого Йосифа» (2014).

На парафії є капличка Божої Матері (1990) з криницею-джерелом, де освячують воду на Йордан. Також встановлено фігури Матері Божої Непорочного Зачаття, Пресвятої Діви Марії, святого Миколая та Божої Матері. Парафія володіє проборством (1995). Святі місії проводилися у 1992, 2000 та 2009 роках.

## Парохи
о. Теодор Турула,
- о. Михаїл Єднак (до 1946),
- о. Іван Цвях (1990—2009),
- о. Петро Цвях (2004—2009),
- о. Іван Кикуш (2009—2010),
- о. Володимир Заболотний (з 2010),
- о. Петро Панасюк (з 2011).